# Nossa Senhora de Zeitoun
Nossa Senhora de Zeitoun — também designada El-Zeitoun, Zeitun ou, por vezes, Nossa Senhora da Luz — é um título mariano ligado a um conjunto de alegadas aparições marianas ocorridas entre 2 de abril de 1968 e 1971 no bairro de El-Zeitoun, distrito do Cairo, Egito.

## Aparições
A primeira notificação data da noite de 2 de abril de 1968. Na ocasião, Mohamed Farouk Atwa, um mecânico de autocarros muçulmano que trabalhava defronte da Igreja Copta de Santa Maria, julgou ver uma mulher prestes a atirar-se do telhado. Outros dois transeuntes relataram a mesma silhueta luminosa e chamaram a polícia. Uma multidão formou-se rapidamente; as autoridades atribuíam o fenómeno a reflexos de luz, mas não conseguiram dispersar os curiosos.
Testemunhas cristãs e muçulmanas afirmaram tratar-se de uma aparição da Virgem Maria. O local converteu-se, então, em destino de peregrinação, reunindo milhares de pessoas que relatavam observar luzes em forma de aves ou figuras humanas.
Novos episódios foram assinalados em 9 de abril e repetiram-se, segundo crentes locais, duas a três vezes por semana até 1971. A tradição copta considera El-Zeitoun um dos possíveis refúgios da Sagrada Família na fuga para o Egito.

### Investigações eclesiásticas
O papa Cirilo VI de Alexandria, primaz da Igreja Ortodoxa Copta, instituiu uma comissão presidida pelo bispo Gregório para analisar os relatos. Em 4 de maio de 1968, Cirilo VI emitiu declaração confirmando a autenticidade das aparições.
Religiosas da Sociedade do Sagrado Coração de Jesus presenciaram os eventos e encaminharam relatório ao Vaticano. Um emissário pontifício deslocou-se a Zeitoun em 28 de abril, afirmou ter observado o fenómeno e enviou suas conclusões ao Papa Paulo VI. Por tratar-se de jurisdição copta, a Santa Sé limitou-se a registrar o caso. Em 5 de maio de 1968, Cirilo VI confirmou oficialmente as aparições.
Existem ainda alegações — não documentadas de forma conclusiva — de que o então presidente egípcio Gamal Abdel Nasser teria testemunhado o episódio.

## Ceticismo
As estimativas de público variam de “milhões” — cifra veiculada por folhetos confessionais — a cerca de 250 000 pessoas ao longo de três anos. A antropóloga Cynthia Nelson, da Universidade Americana do Cairo, esteve várias vezes no local (abril e junho de 1968) e relatou ver apenas reflexos de luz, embora tenha entrevistado fiéis que afirmavam o contrário. As fotografias disponíveis são, em geral, de baixa qualidade e não correspondem ao elevado número de testemunhas mencionadas.
Alguns autores inserem Zeitoun no contexto da crise nacional pós-Guerra dos Seis Dias (1967), quando circulou a ideia de que a derrota egípcia decorrera do afastamento religioso.
Os sociólogos Robert Bartholomew e Erich Goode classificam o caso como “histeria coletiva”, sugerindo que fiéis, influenciados por expectativas religiosas, interpretaram fontes luminosas indefinidas como manifestações marianas.
Donald Westbrook destaca que Zeitoun difere do modelo católico clássico: o primeiro avistamento teria sido feito por muçulmanos diante de grandes multidões, facto que, segundo o autor, ajuda a explicar a escassez de estudos académicos dedicados ao tema.

## Jubileu de ouro
De 10 a 13 de maio de 2018, a Igreja Copta comemorou o cinquentenário das supostas aparições com ofícios religiosos e eventos comemorativos.